# 리오나 루이스
리오나 루이스(Leona Lewis, 1985년 4월 3일~ )는 영국의 싱어송라이터이며, 영국의 TV 탤런트쇼인 더 엑스 팩터 3번째 시리즈의 우승자이다. 2006년 12월에 발매된 우승자 싱글 "A Moment Like This"는 공개된 지 30분 만에 50,000건의 다운로드를 기록하며 세계 신기록을 세웠다.
공식 데뷔 싱글인 "Bleeding Love"는 영국에서 7주 연속 싱글 차트 1위를 하였고, 2007년 영국의 가장 많이 팔린 싱글이 되었다. 미국을 포함해 30개국이 넘는 나라에서 차트 1위를 기록했다.
데뷔 앨범인 Spirit 은 유럽에서 2007년 11월에 발매되어 영국에서 7주 연속 앨범 차트 1위를 하였으며, 현재까지 영국 역사상 가장 빨리 팔린 데뷔 앨범이다. 미국에서는 2008년 4월에 발매되었으며, 미국 빌보드 200 차트에 1위로 데뷔하였다. 영국 가수로서 데뷔 앨범으로 미국 차트 1위를 기록한 것은 루이스가 최초이다.
앨범 Spirit 이 현재까지 적어도 세 대륙, 9개국에서 1위를 기록함으로써, 루이스는 TV 탤런트쇼가 배출한 가장 성공적인 아티스트로 평가받고 있다.

## 생애와 경력

### 성장
리오나 루이스는 잉글랜드 런던 이슬링턴에서 3남매 중 둘째로 태어났다. 오빠 브래들리와 남동생 카일이 있다. 아버지 오럴 조사이어 루이스(Aural Josiah Lewis)는 가이아나인으로서 현재 직업은 청소년지도사이며, 어머니 마리 루이스(Marie Lewis)는 웨일스인으로 사회복지사이다. 루이스는 어렸을 적 흑인과 백인의 혼혈로서 소외감을 느낀 바 있다고 밝혔다.
임시 DJ였던 아버지와 발레 선생님이었던 어머니의 영향으로, 루이스는 아주 어렸을 적부터 자연스럽게 음악적 열정을 키우게 되었다. 결코 경제사정이 넉넉치 않았던 루이스의 가정이었으나, 딸의 꿈을 지지하려는 부모님의 노력으로 루이스는 5살 때 실비아영 연극학교(Sylvia Young Theatre School)에 다니게 되었다. 그 후에는 이탈리아 콩티 아카데미(Italia Conti Academy)에 다녔고, 브릿 스쿨(The BRIT School)의 오디션에 합격하여 학비를 면제받고 다닐 수 있었다.
가수가 되겠다는 결심으로 루이스는 학교를 떠난다. 그리고 녹음실 비용을 대기 위하여 많은 생업을 거쳤다. 피자헛의 웨이트리스로 일한 바 있으며, The X Factor 오디션을 볼 당시엔 부동산 중개사무소의 비서로 일하고 있었다.
12살 때 처음 작곡을 했다. 13살 때 18세 이하 Lady D talent show에서 우승.
15살에 미니 리퍼턴의 <Loving You>를 프로듀서인 말리 윌스와 함께 녹음하였다. 이것을 들은 소니에서 그들을 미국으로 초대하지만 이 일은 결국 성사되지 못한다. 윌스는 루이스가 이 곡을 원곡보다도 뛰어나게 소화했다고 평한다.
2004년 The Yates 가라오케 대회에서 머라이어 캐리의 <Always Be My Baby>를 불러 우승.
2004년 자비를 들여 데모앨범 《Twilight》을 완성하였지만 발매되지 못했다.
2005년 UK Unsigned 컨테스트에서 휘트니 휴스턴의 〈I Have Nothing〉을 불러 준우승.
2005년 밴드 사일런트어스(Silent Earth)의 보컬 오디션을 보았다. 밴드는 루이스의 목소리에 깊은 인상을 받았고 그녀에게 레코딩을 시키는 단계까지 갔다. 그러나 그들의 원래 보컬이 다시 돌아와 결국 루이스를 거절하게 된다. 나중에 밴드는 이것을 후회스러운 결정이었다고 말하고 있다.
그녀의 음악 캐리어는 더 이상 길을 찾지 못할 듯했다. 가수의 꿈을 포기하고 일반 대학에 진학하는 것도 생각해보던 참이었다. 이때 남자친구 루 알챠마가 그녀에게 X Factor에 오디션을 봐볼 것을 권한다.

### 더 엑스 팩터
2006년, 루이스는 더 엑스 팩터 세 번째 시리즈의 오디션을 치렀다. 곡명은 "Over the Rainbow". 그녀는 결승까지 진출하였고, 2006년 12월 16일, 1백만 파운드의 음반 계약 우승자가 되었다. 그녀의 멘토는 사이먼 코웰이었다.
루이스의 가창은 세 명의 심사위원 - 코웰, 루이 월시, 샤론 오스본 - 에게 지속적으로 높이 평가받았다. 특히 독설가로 알려져 있는 코웰이 "당신은 내가 이러한 (TV탤런트)쇼들에서 보았던 사상 최고의 후보"(3주째 <Summertime>) "세계 수준의 공연"(5주째 <Sorry Seems To Be The Hardest Word>) "내가 목격했던 단 하나의 최고의 공연"(9주째 <Over the Rainbow>) 등의 파격적인 찬사를 주었다. 루이스는 쇼에서 빅 발라드들을 주로 불렀는데, 이 때문에 머라이어 캐리, 휘트니 휴스턴, 셀린 디옹과 같은 디바들과 견주어 지기도 하였다.
한편, 루이스는 심사위원과 언론에게서 자신감 부족에 관련한 비판을 받았다. 그녀는 다른 후보들에 비해 조용하고 수줍어하는 성격으로 비쳤고, 더 엑스 팩터의 보컬 코치인 마크 허드슨으로부터 스타성이 부족하다고 하는 지적도 있었다.
결승에서 루이스는 테이크 댓과 "A Million Love Songs"를 듀엣으로 불렀다. 공연 후 테이크 댓의 보컬 게리 발로는 사이먼 코웰에게 "이 소녀는 당신이 이런 쇼들에서 보았던 그 어떤 후보들보다 아마도 50배는 뛰어나다. 당신은 그녀와 함께 최고의 음반을 만들어야 할 큰 책임이 있다." 고 하였다. 이전까지 The X Factor의 우승자들은 단기적인 앨범 제작 기간으로 발라드 리메이크 앨범을 내었고, 비평적으로나 상업적으로나 실패를 해왔기 때문이다.
루이스는 전체 후보들 중 유일하게 최저득표 두 명(Bottom 2)안에 든 적이 없는 후보였다.
루이스는 약 8백만 건의 유료전화/문자 투표 중 64.5%를 얻으면서, 35.5%를 얻은 레이 퀸을 제치고 우승하였다.
7주째 "I Will Always Love You"의 공연 영상은 유튜브에서 400만 건 이상의 조회수를 기록중.

### 더 엑스 팩터 이후
우승자 싱글 "A Moment Like This"는 선 주문으로만 백만장을 기록하였고, 2007년 12월 17일 자정 다운로드 개시 30분 안으로 5만 건의 다운로드를 기록함으로써 신기록을 수립하였다. CD는 2006년 12월 20일에 발매되었고, 발매 첫 주 571,253장이 팔리면서 2006년 영국의 크리스마스 No.1 싱글이 되었다. 이 수치는 나머지 40위까지의 싱글들 판매량 모두를 합한 것 이상이었다. 한 CD 체인점에서는 "1분마다 100장 이상이 팔려나갔다"고 보고하였다.
2006년에 가장 많이 다운로드된 곡.
UK 싱글 차트 4주 연속 1위. 아일랜드 싱글 차트 6주 연속 1위.
2007년 11월을 기점으로 판매수치 100만 장 돌파.
2007년 2월, 루이스는 미국에서 클라이브 데이비스의 레이블, J Records을 통해 다섯 장의 앨범을 낸다고 하는 5백만 파운드(9.7백만 달러) 계약에 사인했다.

### 2007-2008: Spirit
2007년 4월 25일, 루이스의 데뷔 앨범 Spirit에 사이먼 코웰과 클라이브 데이비스가 사상 처음으로 파트너십을 맺어 곡과 프로듀스 선정에 참여한다는 소식이 발표되었다.
2007년 10월 22일 선행 싱글 "Bleeding Love"가 발매되었다. 루이스는 10월 20일 더 엑스 팩터의 네 번째 시리즈에서 처음 이 곡의 라이브를 선보였다. 발매 첫 날 66,000장이 팔려나갔고, 첫 주 판매량은 218,805장에 달해 2007년의 가장 높은 첫 주 판매량을 기록했다. 이 곡은 UK 싱글 차트 1위로 등장했으며 7주 연속 1위를 지켰다. 아일랜드 싱글 차트 역시 1위로 등장했으며, 8주 연속 1위를 지켰다. 뉴질랜드, 오스트레일리아, 프랑스, 독일, 노르웨이, 스위스, 벨기에, 네덜란드, 오스트리아, 스위스, 캐나다, 미국 등의 싱글 차트 1위를 기록하였다. 2007년 올해의 레코드 상도 수상했다.
2007년 10월 31일, 루이스는 BBC 라디오 1의 라이브 라운지에서 어쿠스틱 버전의 "Bleeding Love"와, 스노패트롤의 "Run"을 공연하였다.
[BBC 라디오 1 라이브 라운지는 출연한 아티스트가 다른 아티스트의 곡을 커버하여 라이브로 부르는 것이 프로그램 항례이다]
그녀의 "Run"은 청취자들에게 대반향을 일으켜, Radio 1의 A리스트(가장 많은 에어플레이를 받은 곡 리스트)에 들었다. 라디오 호스트인 조 휠리(Joe Whiley)는 이 라이브에 대하여 다음과 같이 코멘트한 바 있다. "루이스의 놀라운 목소리에서 느껴지는 감정적인 그 호소는 정말 말로 형언할 수 없을 정도입니다. 그저 훌륭하다고 할 수밖에요." (I don't think words can describe the emotional power of this amazing lady's voice. Simply brilliant.).
앨범 Spirit 은 TV 리얼리티쇼 우승자로서는 이례적으로, 장장 10개월의 제작 기간을 걸쳐 완성되었다. 앨범의 광고 문구는 "기다림은 끝났다(The Wait is Over)"였다.
2007년 11월 9일, 아일랜드에서 가장 먼저 발매되었다. 아일랜드 앨범 차트 1위로 등장하였으며, 아일랜드 역사상 가장 빨리 팔려나간 데뷔 앨범이 되었다. 2007년 11월 12일 UK에서 발매가 되었으며, 역시 UK 앨범 차트 1위로 등장하였고, 영국의 가장 빨리 팔려나간 데뷔 앨범이 되었으며, 앨범 전체로는 네 번째로 가장 빨리 팔려나간 앨범이었다. 첫 날 13만 장이 팔렸고, 이는 1분마다 평균 200장이 팔려나갔다고 하는 수치였다. 첫 주 375,872장의 판매량을 기록하며, 같은 날 발매된 스파이스 걸스의 베스트 앨범을 두배의 차로 따돌렸다. UK 앨범 차트 7주 연속 1위를 기록하였다. 현재까지 영국에서만 200만 장의 판매량을 기록하고 있다.
2008년 1월 BRIT 어워드에 네 부문(여성 솔로상, 신인상, 앨범상, 싱글상)에 지명되었지만, 수상에는 실패했다.
2008년 2월 클라이브 데이비스의 그래미 전야 파티에서 데이비스의 'Special New Artist'로서 공연하였으며, 2008년 3월 17일 오프라 쇼를 통해 미국 공중파 데뷔를 완수하였다.
2008년 3월 영국에서 양A면 자선 싱글 "Better in Time/Footprints in the Sand"를 발매, 더피의 "Mercy"에 302장이 모자라는 수치로 2위를 기록했다.
2008년 4월 5일자로 "Bleeding Love"는 미국 빌보드 핫 100 1위가 되었고, 영국 여성으로서 미국의 싱글 차트 1위는 1987년 킴 와일드 이래로 20년 만이었다. "Bleeding Love"는 비연속으로 총 4주의 1위를 기록했다. 2008년 4월 8일 앨범 Spirit 이 미국에서 발매되었으며, 빌보드 200 차트 1위로 등장하였다.
2008년 6월 27일, 루이스는 넬슨 만델라의 90번째 생일을 기념하는 46664 콘서트에서 "Bleeding Love"와 "Better In Time"을 공연하였다. 또한 말레이시아에서 열린 MTV 아시아 어워드 2008에서 공연하였으며 신인상을 수상하였다.
2008년 8월 24일, 루이스는 2008년 베이징 올림픽 폐막식에서 레드 제플린의 기타리스트 지미 페이지와 함께 "Whole Lotta Love"를 공연하였다. 전 세계 30억 명의 시청자들이 이 공연을 보았다.
2008년 12월 15일, The X Factor에서 앨범 Spirit 의 디럭스판에 실린 추가 트랙 "Run"을 공연하였다. 이 공연이 커다란 반향을 낳아 <Run>은 영국에서 디지털 싱글로 발매되게 되었고, 역사상 가장 빨리 팔려나간 디지털 싱글이 되었다. 다운로드 판매만으로 아일랜드와 UK 차트 모두 1위를 기록했다.

### 2009-현재: Echo
루이스는 2009년 정규 2집 앨범 Echo를 발매했다.

### 사생활
루이스는 그녀의 남자친구 루 알차마와 런던 핵크니에서 함께 살고 있다. 그녀와 10살 때부터 한 동네에서 자라온 알차마는 전기공으로서 휴대폰 회사의 직원이다. 루이스는 그가 준 반지를 왼손 약지에 끼고 있는데, 이는 약혼 반지는 아니며 증표로서 준 것이라고 한다.
루이스는 12살 때부터 채식주의자였으며, 동물의 털이나 가죽을 사용한 제품에 반대한다. 술이나 커피도 마시지 않는다.
근시가 있다고 한다. 영향을 받은 아티스트는 애니타 베이커 에바 캐시디 미니 리퍼턴, 올레타 애덤스 등이다.

## 음반 목록
- Spirit (2007)
- Echo (2009)
- Glassheart (2012)
- Christmas, with Love (2013)
- I Am (2015)